# Seiji Hirao

a Compétitions nationales et continentales officielles uniquement.

b Matchs officiels uniquement.
Seiji Hirao (平尾 誠二, Hirao Seiji), né le 21 janvier 1963 et mort le 20 octobre 2016, est un joueur japonais de rugby à XV qui évolue au poste de demi d'ouverture ; il est l'un des joueurs japonais les plus populaires de son temps, gagnant le nom de « Monsieur Rugby ». Il se reconvertit ensuite au poste d'entraîneur.

## Biographie
Hirao commence à jouer au rugby à Fushimi Kogyo, à Kyoto, et remporte le titre national d'études secondaires en 1980. Il rejoint ensuite l'université Doshisha, où il remporte trois titres universitaires nationaux. Il est diplômé en 1985, et déménage en Angleterre, où il joue pendant un an pour Richmond. De retour au Japon en 1986, il aide les Kobe Steel Kobelco Steelers à remporter sept championnats nationaux consécutifs, de 1989 à 1995.
Il compte 35 sélections avec le Japon, de 1982 à 1995, marquant 1 essai, 5 transformations et 1 pénalité, soit 18 points au total. Son premier match, alors qu'il est âgé de 19 ans seulement, s'est soldé par une défaite contre l'équipe nationale universitaire de Nouvelle-Zélande (22-6).
Hirao participe à la Coupe du monde de rugby à XV 1987, disputant les trois matches de poule. Il joue également l'édition 1991 en tant que capitaine, participant encore une fois aux trois matches. Après une retraite internationale de trois ans et demi, il prend part néanmoins à la Coupe du monde de rugby à XV 1995, en jouant deux matches et marquant un essai lors de la défaite 50-28 contre l'Irlande, le 31 mai 1995. Ce match marque sa dernière sélection en équipe nationale, alors âgé de 32 ans.
Il est ensuite l'entraîneur du Japon, de 1997 à 2000, et mène son équipe nationale à la Coupe du monde de rugby à XV 1999. Le Japon perd les trois matchs de poule. Il est ensuite nommé entraîneur des Kobe Steel Kobelco Steelers.
Hirao meurt le 20 octobre 2016 à 53 ans après une maladie,.